# Санк Семон
Санк Семон (Sancus, Sanchus, Sangus, Sanctus, Semo Sancus) — божество y древних римлян, сабинян и умбров.

## Биография
Санк Семон божество, родственное Юпитеру, богу небесного света, или, скорее, — гений Юпитера, блюститель права и порядка среди людей, покровитель брака и гостеприимства, клятв и договоров. 
Как и Геркулес, Санк Семон был покровителем (гением) общественных улиц и международных сношений, как Квирин и Юнона Куритис — покровителем матрон и их брачных прав. 
Культ Санка Семона, по преданию, был перенесен в город Рим Титом Тацием, и в честь его построен храм на Квиринале (466 год до нашей эры). В храме хранились прялка, веретено и сандалии Гаи Цецилии или Танаквиль, супруги Луция Тарквиния Приска, которую римские матроны почитали как идеал верной супруги. 
Другое святилище Санка Семона находилось на Тибрском острове. Семоны были то же, что национальные лары или гении, то есть покровители и представители страны или народа; так, в песне арвальских братьев они сопоставляются с ларами.